# 布莱恩特公园
40°45′14″N 73°59′01″W / 40.7537916°N 73.983607°W
布莱恩特公园（英語：Bryant Park）是美国纽约市曼哈顿区一个私营公园，9.603-英畝（38,860-平方），位于曼哈顿中城的第五大道、第六大道、40街和42街之间。
纽约公共图书馆主馆虽然理论上位于公园内，实际上行使了公园东部边界的功能，使第六大道成为公园的主入口。布莱恩特公园地下为图书馆的藏书区。

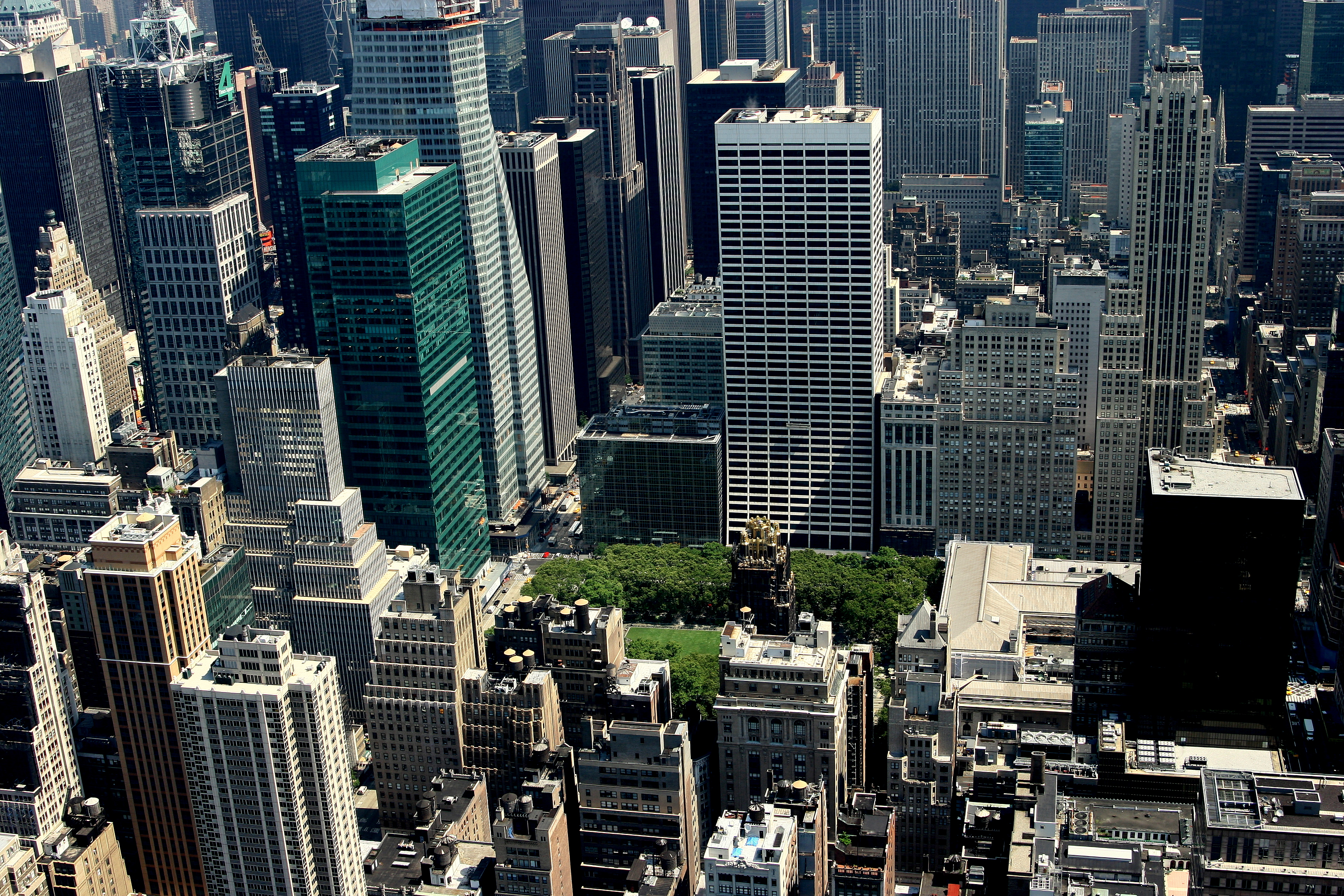
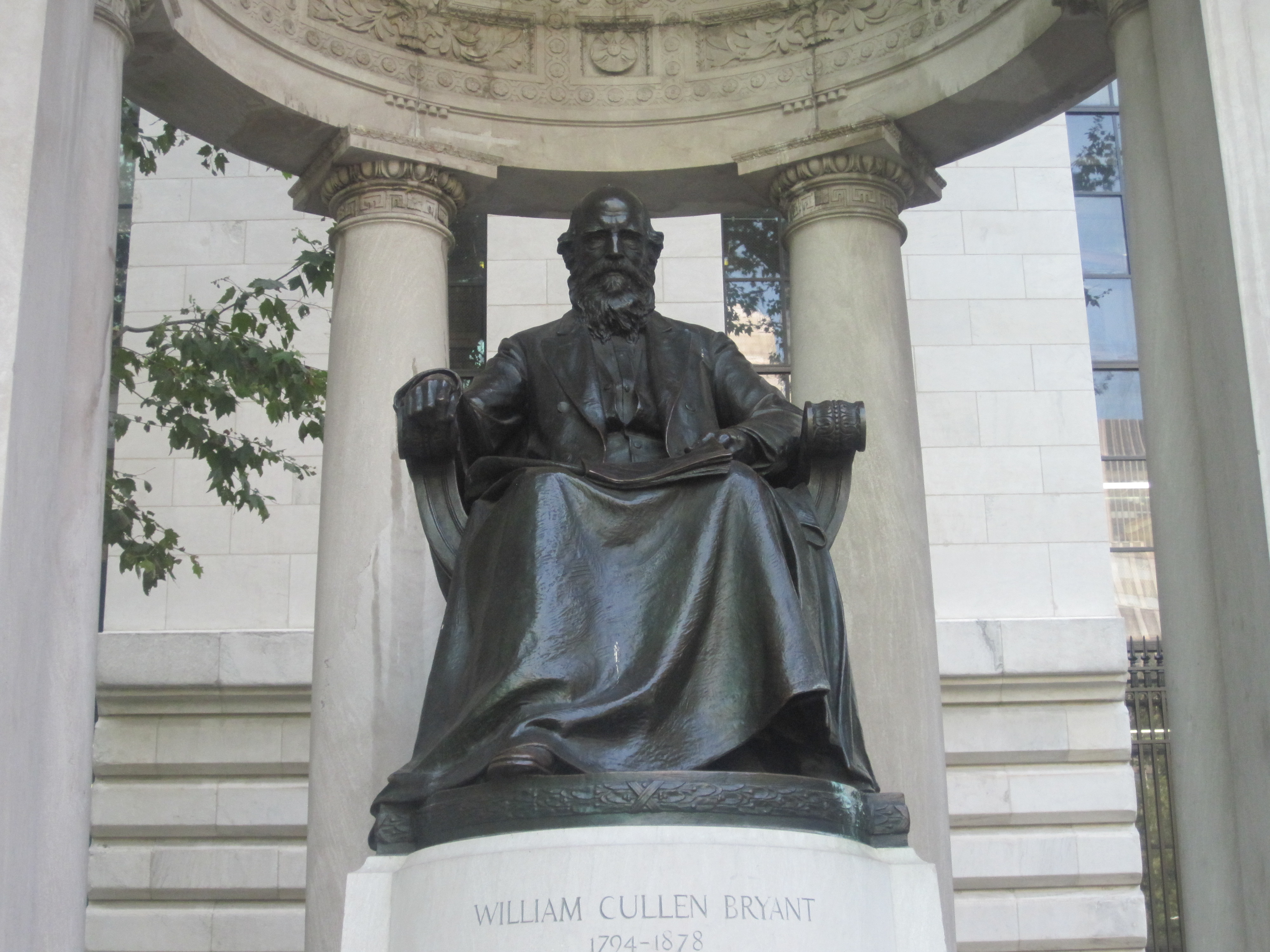
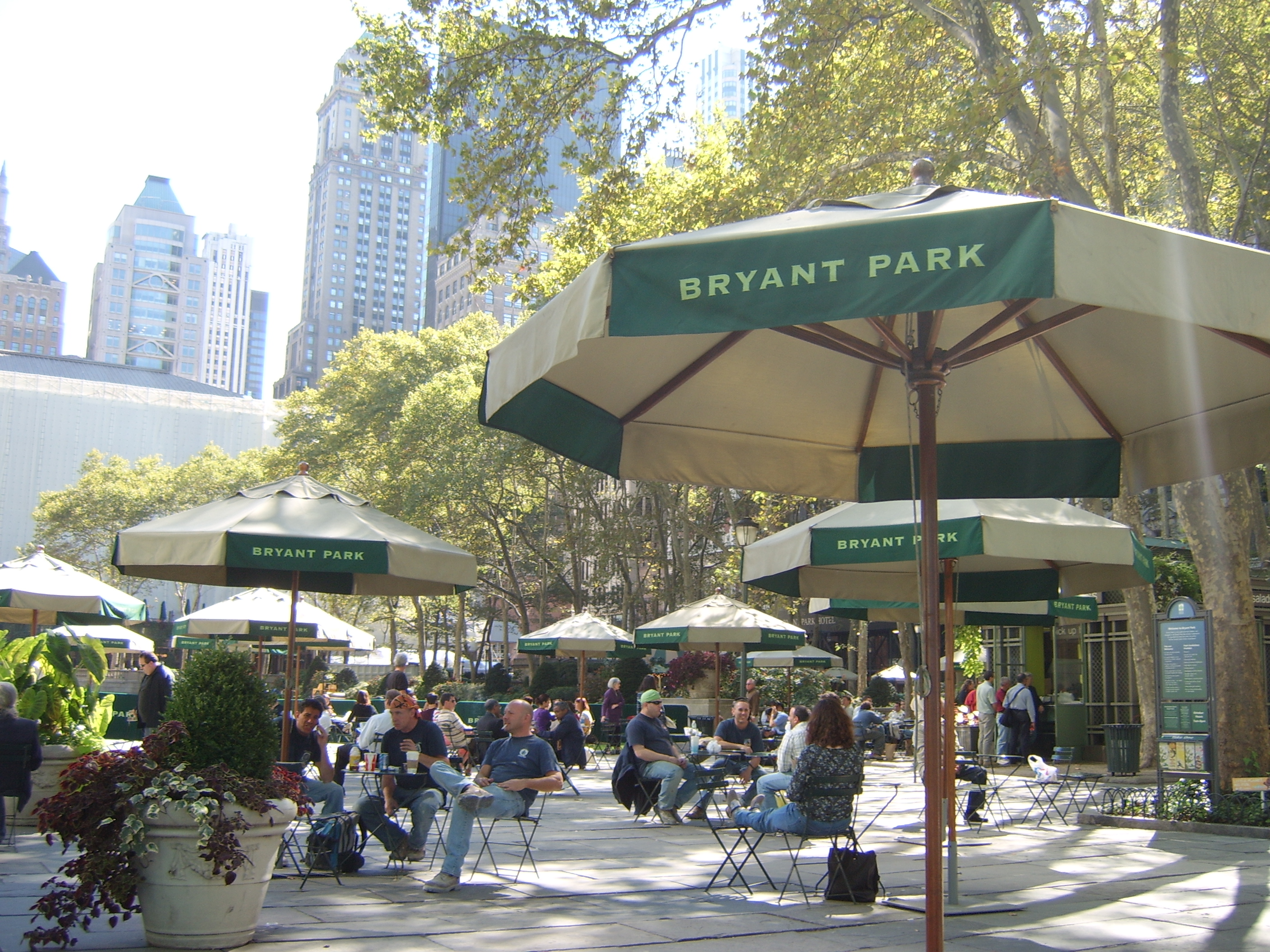
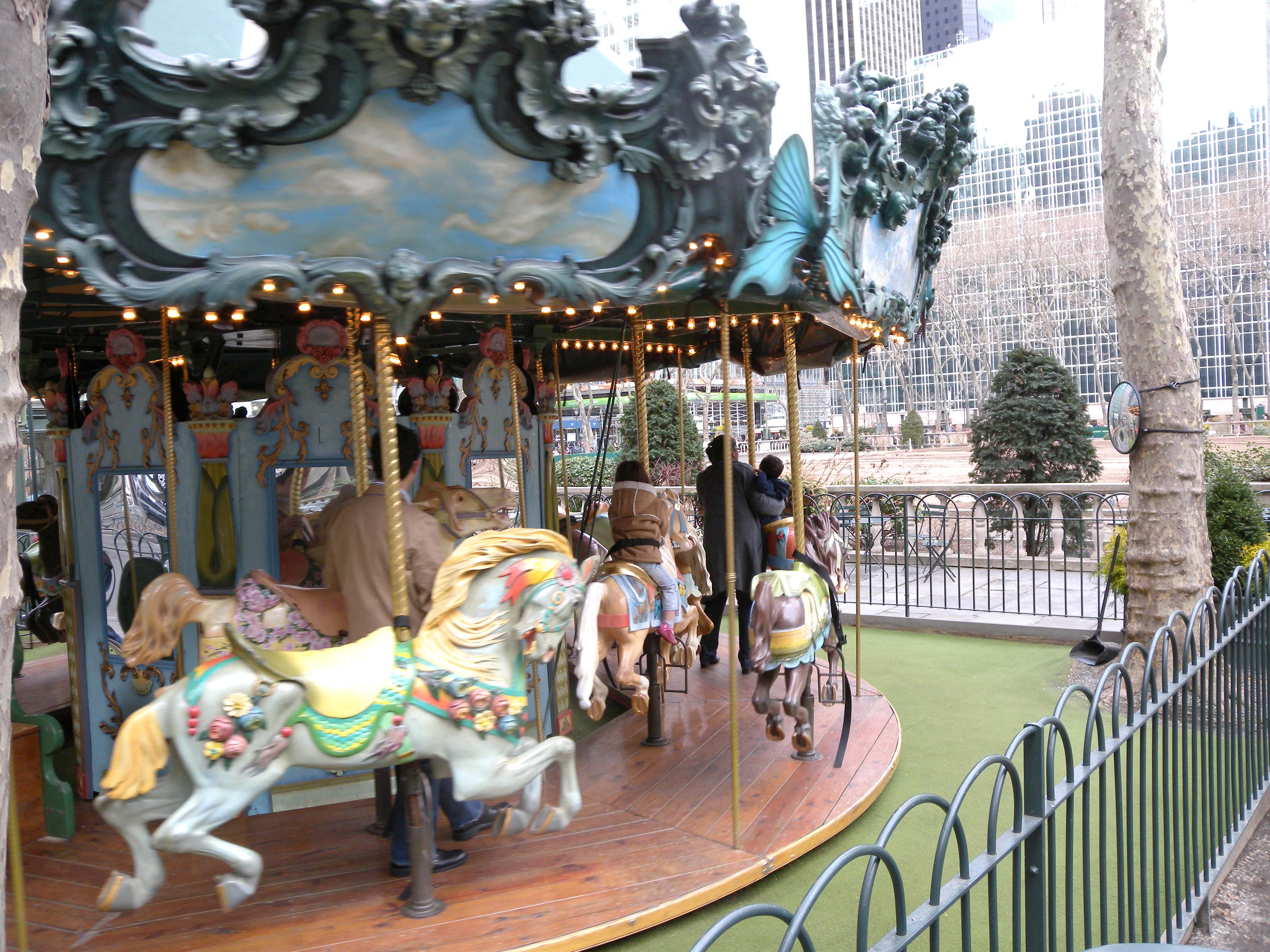
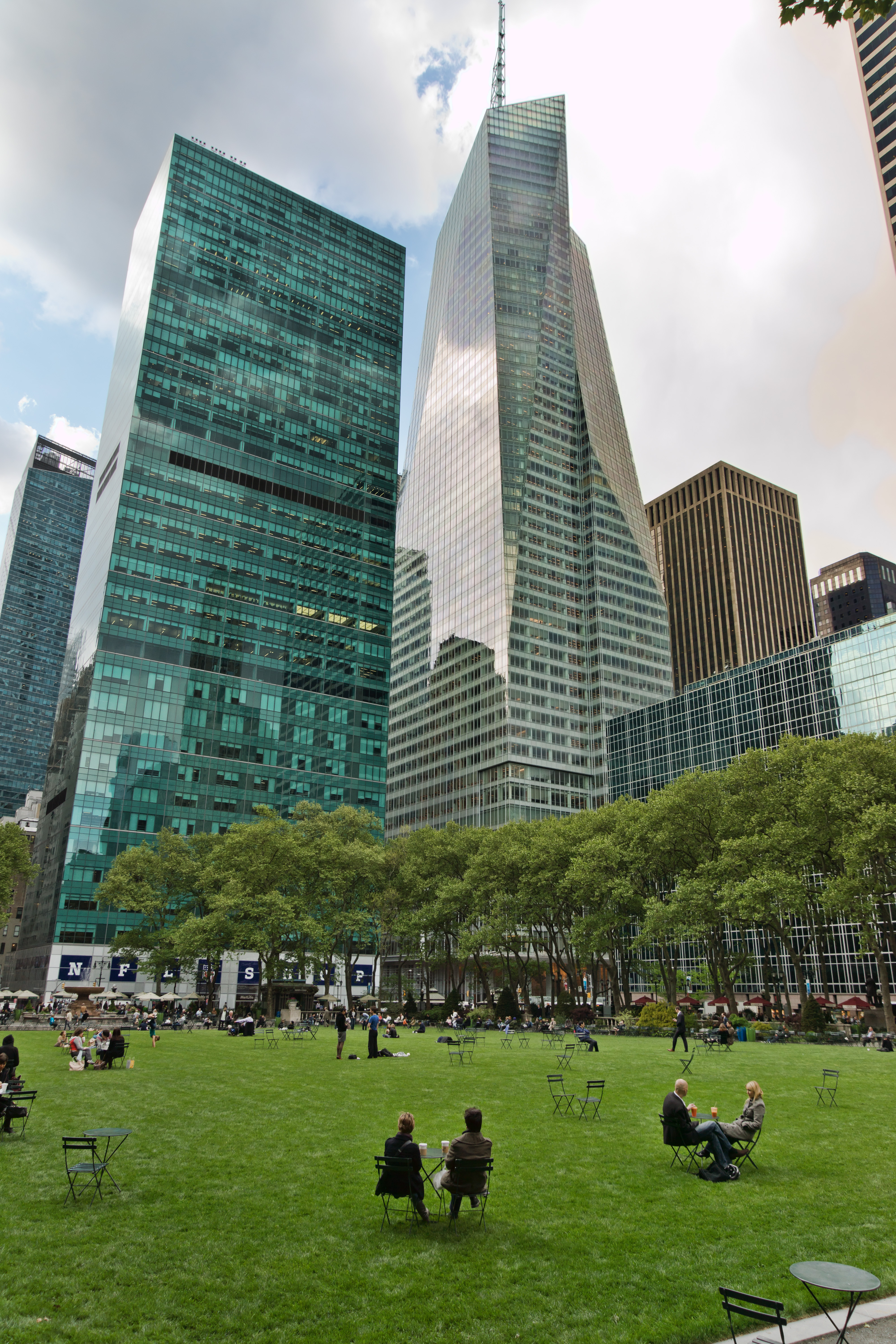
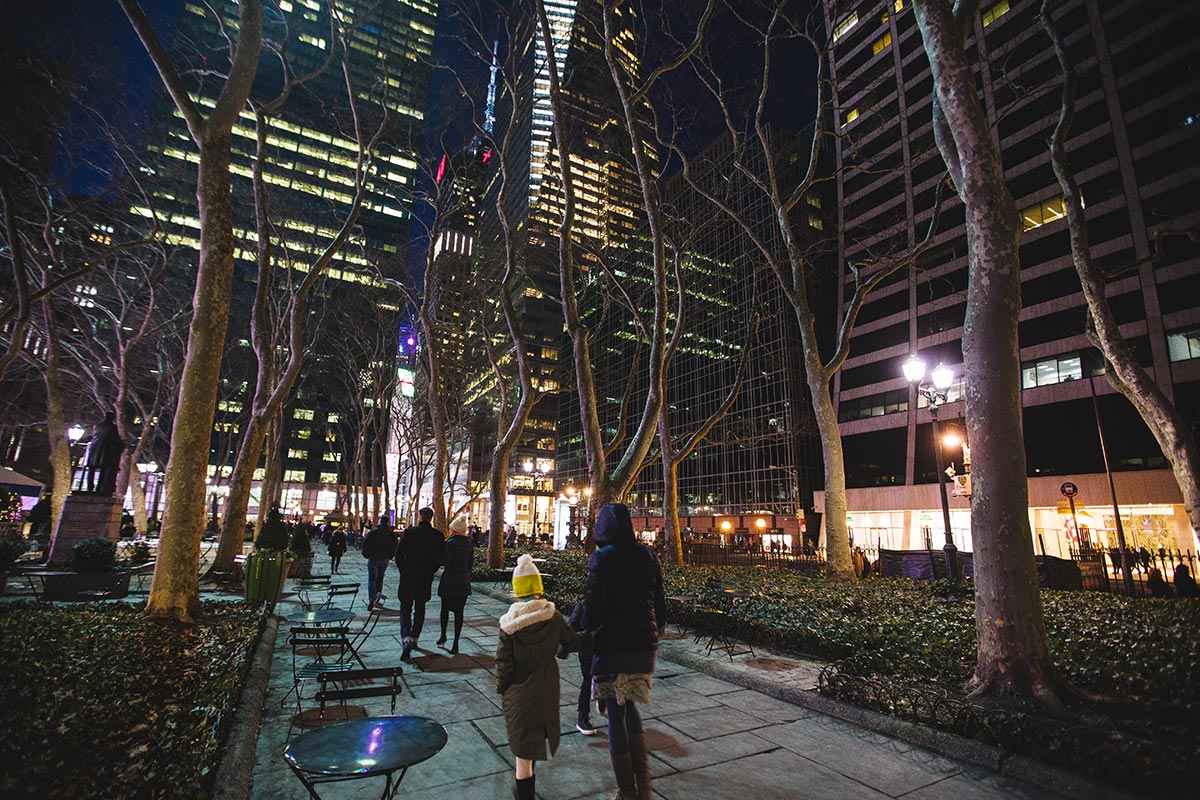
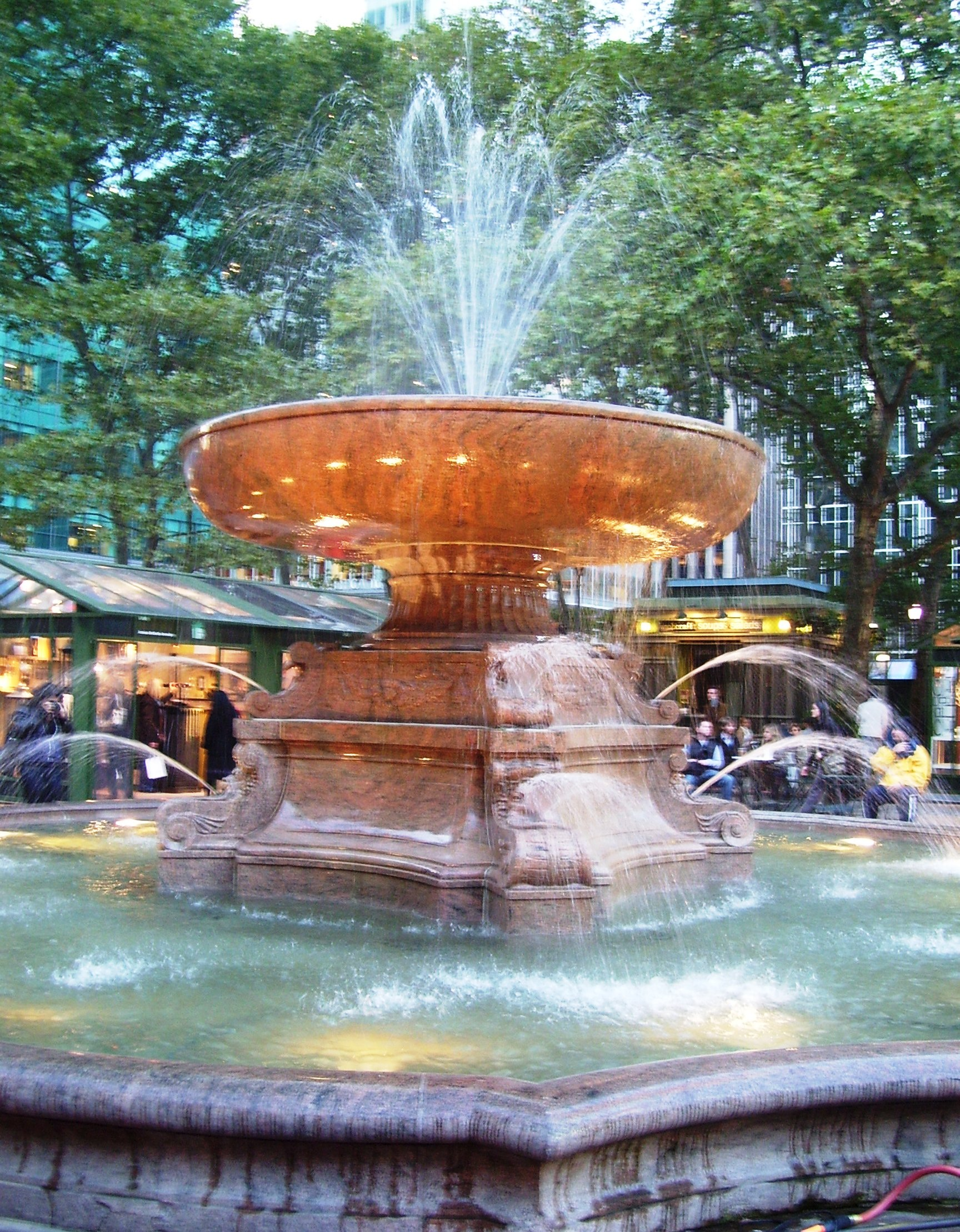
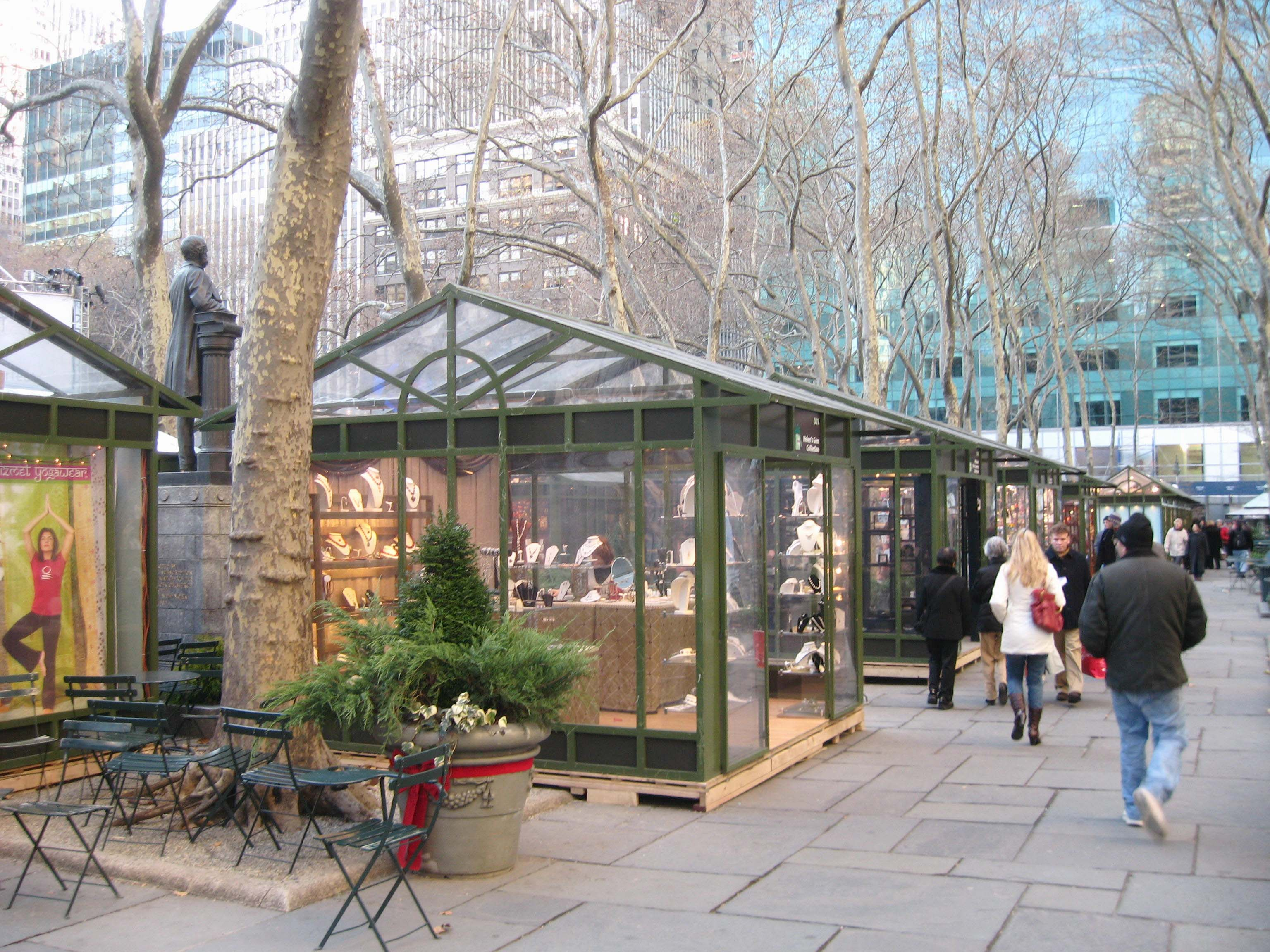